# Регионална библиотека „Емануил Попдимитров“
Регионална библиотека „Емануил Попдимитров“ се намира в централната част на Кюстендил, на ул. „Любен Каравелов“ № 1. Тя е най-голямата общодостъпна научна библиотека на територията на Област Кюстендил.

## История
През 1869 г. в Кюстендил се създава читалище „Братство“. Почти всички средства се използват за закупуване на книги, вестници и списания, с които се създава първия читалищен библиотечен фонд.
Библиотеката в съвременния си вид е създадена в изпълнение на Указ 20/1959 г. „За ново административно деление на територията на НРБ“. Обособена е на базата на градската читалищна библиотека при Образцово народно читалище „Васил Коларов“ (бивше и настоящо читалище „Братство“) под името „Окръжна методическа библиотека“. Тя заема западното крило на читалищната сграда и разполага с ограничена библиотечна площ с отдели „Обработка и каталози“, „Заемна за възрастни“, „Заемна за деца“, „Читалня“ и „Методически“.
През 1963 г. се обособява „Справочно-библиографски и информационен отдел“, а от 1965 г. се слага началото на отдел „Краеведска дейност“. През 1970 г. „Детски отдел“ се премества в самостоятелна сграда. През 1979 г. е открит и отдел „Изкуство“. От 1981 г. библиотеката се премества в настоящата сграда на ул. Л.каравелов. Извън нея остават отделите „Изкуство“, „Детски“ и откритият през 1987 г. отдел „Технически науки“.
Днес библиотеката разполага с богати фондове от книги, периодични издания, грамофонни плочи, диапозитиви, звукозаписи и др., наброяващи около 235 000 библиотечни документи.

## Функции
Регионална библиотека „Емануил Попдимитров“ е единственият и най-голям библиотечно-библиографски и информационен център на територията на Област Кюстендил. Развива широкоспектърна дейност, методическа работа с читалищни и училищни библиотеки в региона, издателска дейност в областта на библиотекознанието, библиографията и научната информация. Тя е архив на местния и централния печат. Развива богата културна дейност за пропаганда на фондовете си и достиженията на националната и световната култура.

## Структура
- Отдел „Комплектуване“. Комплектуването на библиотечните документи е определяща дейност в развитието на библиотеката. В съответствие с изискването за развитие на библиотечните фондове е разработена програма и характеристика за тяхната организация. Поради факта, че библиотеката не е включена в списъка на депозитните библиотеки, основен източник за комплектуване са покупките чрез собствени финансови средства.
- Отдел „Обработка и каталози“. Новопостъпилите библиотечни документи получават своевременно техническа обработка, след което се пристъпва към специфични библиотечни дейности – класиране, сигниране, библиографско описание и отразяване в каталозите. Освен традиционните каталози от 1999 г. се създава и поддържа електронен каталог книги.
- Отдел „Книгохранение“. Отделът е създаден през 1994 г. и има за задача да съхранява и опазва библиотечните документи в основното книгохранилище и специалните фондове (редки, ценни и старопечатни).
- Отдел „Заемна“. Отделът е открит още през 1965 г. Фондът му наброява около 100 хиляди библиотечни единици на български и чужди езици.
- „Детски отдел“. Организиран самостоятелно още през 1954 г., през 1970 г. се премества в самостоятелна сграда. Библиотечният фонд на Детския отдел наброява около 42 хиляди библиотечни документи – книги, периодични издания, грамофонни плочи, диапозитиви, диафилми и игри.
- Отдел „Технически науки“. Отделът е обособен през 1987 г. със съвместен договор между Регионална библиотека „Ем. Попдимитров“ и НТС. Разположен е на VI етаж в Дома на науката и техниката. Фондът наброява окол 12 000 библиотечни документи – книги, периодика, нетрадиционни носители в аспекта на техническите науки – електроника, електротехника, транспорт, строителство, компютърни технологии, автоматизация и др.
- Отдел „Изкуство“. Отдел „Изкуство“ е обособен като самостоятелен и открит през януари 1979 г. Притежава повече от 15 хиляди тома библиотечни документи – книги, албуми, ноти, звукозаписи, визуални материали и периодични издания от всички области на изкуството.
- Отдел „Краезнание“. Отделът съществува от 1965 г. и фондът наброява около 1700 библиотечни документи – книги и периодични издания.
- Отдел „СБИО“. Отделът води началото си от 1963 г. Днес той разполага с богат справочен фонд – на български, руски и чужди езици и справочен апарат, състоящ се от система каталози и картотеки – обща систематична картотека по ЛПП тематични картотеки, които подпомагат читателите в издирването на материали по дадена тема.
- Специализирана читалня. Създадена е още в 1960 г. като „Обща читалня“. Първоначално фондът ѝ се състои от най-популярните периодични издания, като постепенно се включват и различни справочници. През 1994 г. от фонда на читалнята се изваждат ежедневниците и се създава читалня „Периодика“ в отделно помещение и с 14 читателски места.
- Читалня „Периодика“. Обособената през 1994 г. Читалня „Периодика“ обслужва читателите с периодични издания. Намира се на първия етаж в централната сграда на библиотеката на ул. „Л.Каравелов“ № 1. Разполага с 16 читателски места, две от тях с Интернет достъп.
- Отдел „Експресно-консултантска дейност“. Формира политиката на развитие на библиотечната система в Областта и координира дейността на читалищните и училищните библиотеки от региона. Събира и обобщава статистическите данни за състоянието на библиотечна система в региона и систематизира и съхранява документалния архив за дейността на библиотеките в региона. Реализира годишни квалификационни програми за библиотекарите от областта. Провежда семинари, практикуми и лекционни курсове.

## Услуги
Работното време на библиотеката с читатели: от понеделник до петък: 09.00ч. – 18.00 ч.; събота от 9.00 до 13.00 часа.
Предлагани услуги:
- ползване на печатни и непечатни материали
- ползване на междубиблиотечно и международно книгозаемане
- информационно обслужване за фирми от региона
- библиотечно-библиографско и информационно обслужване
- библиографски и информационни справки – писмени и тематични
- текуща библиографска информация
- издирване на книги по библиографски списъци
- копирни услуги